# Sulpicius Severus
Sulpicius Severus, född cirka 363 i Aquitaine, död mellan 420 och 425 i Sydgallien, var en kristen författare, som skrev en krönika som sträcker sig från världstillblivelsen till cirka år 400 e.Kr. Han skrev även den första biografin över helgonet Martin av Tours.